# Ulrike Knotz
Ulrike Maria Knotz (* 27. Juli 1954 in Augsburg) ist eine deutsche Diplomatin im Ruhestand. Sie war von 2018 bis 2020 Botschafterin in Algerien. Zuvor war sie von 2008 bis 2011 Botschafterin in Nordmazedonien, von 2011 bis 2014 Botschafterin in Bosnien und Herzegowina und von 2014 bis 2017 Botschafterin in der Republik Moldau.

## Leben
Nach dem Abitur studierte Ulrike Maria Knotz zwischen 1973 und 1979 Germanistik, Geschichte, Politikwissenschaften und Arabische Sprache an der Ludwig-Maximilians-Universität München und schloss dieses Studium 1979 mit dem I. Staatsexamen für das Lehramt an Gymnasien ab. Nach einem anschließenden Auslandsaufenthalt in Kairo als Übersetzerin für die arabische Sprache an der Bundesstelle für Außenhandelsinformation absolvierte sie zwischen 1981 und 1983 ihr Studienreferendariat an Gymnasien in Erlangen und Gymnasium Gars in Gars am Inn und legte anschließend 1983 das II. Staatsexamen für das Lehramt an Gymnasien ab.

## Laufbahn
1983 trat sie in den Auswärtigen Dienst ein und war nach Beendigung des Vorbereitungsdienstes von 1985 bis 1988 in den Kulturabteilung des Auswärtigen Amtes tätig. Nach einer anschließenden Tätigkeit als Kulturreferentin an der Botschaft in Spanien war sie von 1991 bis 1993 in der Wirtschaftsabteilung des Auswärtigen Amtes tätig, ehe sie bis 1997 Ständige Vertreterin der Botschafterin in der Slowakei war. Nach einer darauf folgenden Verwendung in der Europa- sowie erneut in der Kulturabteilung des Auswärtigen Amtes, war sie zwischen 2000 und 2003 Pressereferentin an der Botschaft in den Niederlanden sowie zeitweise auch Austauschbeamtin im Außenministerium der Niederlande. Danach war sie zunächst bis 2005 Ständige Vertreterin des Botschafters in Algerien und dann bis 2008 Referatsleiterin für den Dialog mit der Islamischen Welt im Auswärtigen Amt.
Von September 2008 bis Juli 2011 war Ulrike Maria Knotz Botschafterin in Nordmazedonien und damit Nachfolgerin von Ralf Andreas Breth. Im Juli 2011 wurde sie als Nachfolgerin von Joachim Schmidt Botschafterin in Bosnien und Herzegowina, während die bisherige Generalkonsulin in Nowosibirsk, Gudrun Steinacker, neue Botschafterin in Nordmazedonien wurde. 2014 wurde sie als Botschafterin in Bosnien und Herzegowina von Christian Hellbach abgelöst, der zuvor Referatsleiter im Auswärtigen Amt war. Vom 20. August 2014 bis August 2017 war sie Botschafterin der Bundesrepublik Deutschland in der Republik Moldau und im Anschluss von 2017 bis 2018 Leiterin des Generalkonsulates in Breslau. Von 2018 bis 2020 war Knotz Leiterin der Botschaft der Bundesrepublik Deutschland in Algerien.